# Tunnel Weimarer Straße
Der Tunnel Weimarer Straße ist ein 189 m langer Tunnel der Weimarer Straße (Landesstraße 3139) in Fulda.

## Geschichte
Er wurde am 28. April 1994 eröffnet und im Jahr 2015 für 820.000 € für sechs Wochen modernisiert.

## Konstruktion
Das Tempolimit im Tunnel liegt bei 50 km/h und die Durchfahrtshöhe liegt bei 4,5 Metern.

## Verkehr
Durch den Tunnel fahren dürfen Kraftfahrzeuge, die Einfahrt für Fahrräder und Fußgänger ist nicht gestattet.